# Ébonol

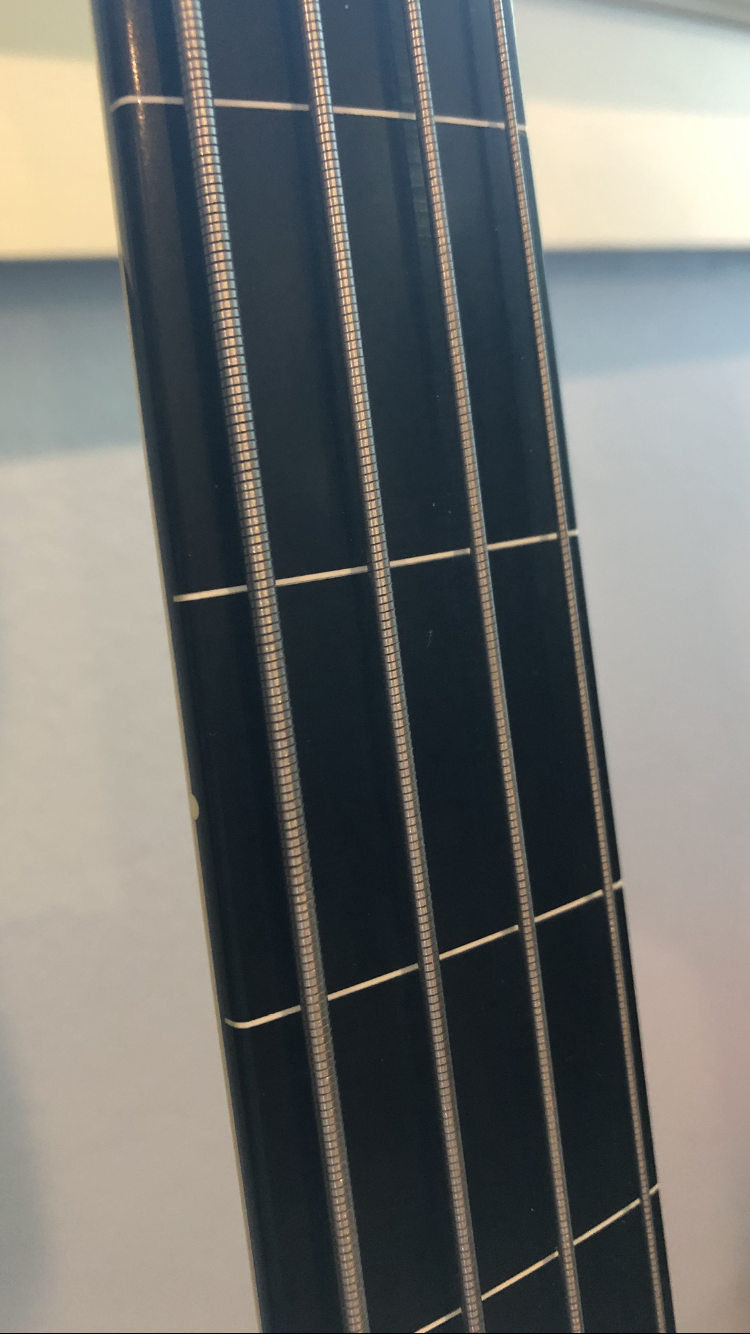
Touche en ébonol d'une basse électrique fretless

L'ébonol est un matériau synthétique polymère dont le nom dérive de sa similitude en termes d'apparence, de dureté et de stabilité avec le bois d'ébène. L'ébonol est utilisé comme substitut de l'ébène dans la construction d'instruments à cordes (touche de guitare basse notamment) et à vents (en particulier les clarinettes). Le matériau est particulièrement bien adapté aux touches des basses fretless car cette substance est facile à travailler. Elle est plus brillante que l'ébène et dépourvue de grain de bois.
L'ébonol est techniquement connu sous le nom de « XXX Paper Phenolic » et est un stratifié haute pression fabriqué à partir de couches de papier noir et de résine phénolique.